# Mohamed Ahmed Bacar Rezida
 (janvier 2024).
La mise en forme du texte ne suit pas les recommandations de Wikipédia : il faut le « wikifier ».
Les points d'amélioration suivants sont les cas les plus fréquents :
- Les titres sont pré-formatés par le logiciel. Ils ne sont ni en capitales, ni en gras.
- Le texte ne doit pas être écrit en capitales (les noms de famille non plus), ni en gras, ni en italique, ni en « petit »…
- Le gras n'est utilisé que pour surligner le titre de l'article dans l'introduction, une seule fois.
- L'italique est rarement utilisé : mots en langue étrangère, titres d'œuvres, noms de bateaux, etc.
- Les citations ne sont pas en italique mais en corps de texte normal. Elles sont entourées par des guillemets français : « et ».
- Les listes à puces sont à éviter, des paragraphes rédigés étant largement préférés. Les tableaux sont à réserver à la présentation de données structurées (résultats, etc.).
- Les appels de note de bas de page (petits chiffres en exposant, introduits par l'outil «  Source ») sont à placer entre la fin de phrase et le point final[comme ça].
- Les liens internes (vers d'autres articles de Wikipédia) sont à choisir avec parcimonie. Créez des liens vers des articles approfondissant le sujet. Les termes génériques sans rapport avec le sujet sont à éviter, ainsi que les répétitions de liens vers un même terme.
- Les liens externes sont à placer uniquement dans une section « Liens externes », à la fin de l'article. Ces liens sont à choisir avec parcimonie suivant les règles définies. Si un lien sert de source à l'article, son insertion dans le texte est à faire par les notes de bas de page.
- La présentation des références doit suivre les conventions bibliographiques. Il est recommandé d'utiliser les modèles {{Ouvrage}}, {{Chapitre}}, {{Article}}, {{Lien web}} et/ou {{Bibliographie}}. Le mode d'édition visuel peut mettre en forme automatiquement les références.
- Insérer une infobox (cadre d'informations à droite) n'est pas obligatoire pour parachever la mise en page.

Pour une aide détaillée, merci de consulter Aide:Wikification.
Si vous pensez que ces points ont été résolus, vous pouvez retirer ce bandeau et améliorer la mise en forme d'un autre article.
Œuvres principales
- Trois Contes des Comores, conte, (2017)
- La rédemption des iguanes, roman, (2018)
- Kamar Al Koweït : Les dessous du naufrage, roman, (2022).

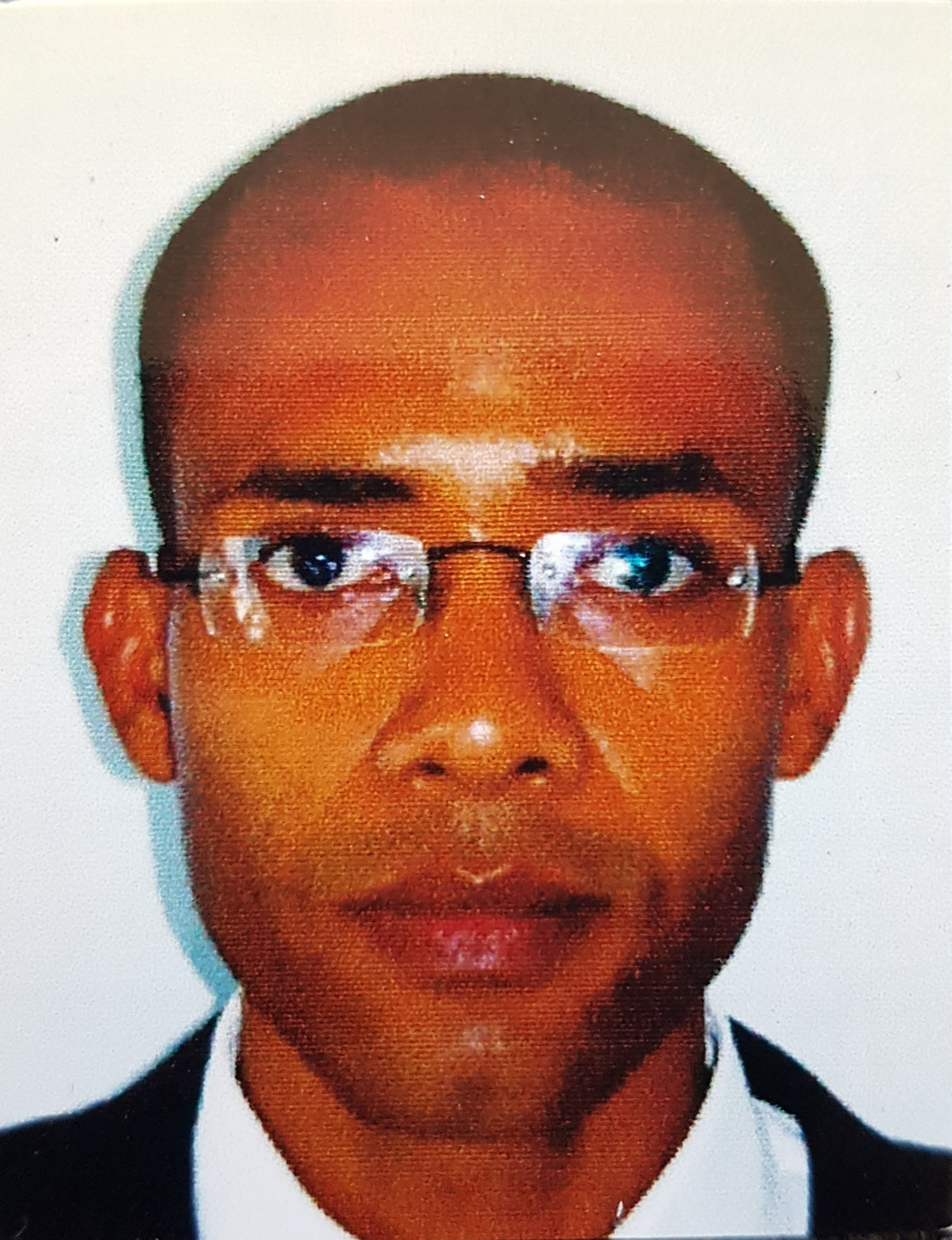
Dr Mohamed Ahmed Bacar Rezida, au Centre Médical de Sima, sur l'île d'Anjouan en 2008.

Mohamed Ahmed Bacar Rezida, né le 24 septembre 1981 à Mutsamudu, aux Comores, est un médecin, économiste de la santé, coordinateur de soins en EHPAD, comédien et romancier comorien.

## Biographie
Mohamed Ahmed Bacar Rezida est né le 24 septembre 1981 à Mutsamudu. D'une mère agricultrice et commerçante ambulante et d'un père agriculteur, enseignant et homme religieux de Hampanga (Mutsamudu), il part faire ses études supérieures à la Faculté de Médecine d’Antananarivo (Madagascar).
A Madagascar, il intègre la prestigieuse Compagnie Miangaly Théâtre où il évoluera pendant près de huit ans, en tant que comédien. Interprétant plusieurs rôles parmi lesquels Docteur Hachafati du " Le Turban et la Capote" de Nassur Attoumani, Phileas Fogg dans " Tour du monde en quatre-vingts jours" de Jules Verne ou encore Guigoz, le personnage emblématique de " la République des Imberbes" de M. Toihiri, premier roman comorien écrit en français, dont il l'adapte au théâtre et assure la mise en scène en 2008 au sein de ladite Compagnie,
Après sa thèse de Doctorat consacrée sur les Césariennes Obligatoires, il rentre aux Comores où il fut nommé Médecin Chef au Centre Médical de Sima (Anjouan) et responsable des six Centres de Santé de Base niveau II de la corne Ouest de l’île d’Anjouan. L' un des plus jeunes médecins Chef du système de santé comorien, il quitte le pays en 2009 pour s’installer en France. Il exerça alors diverses fonctions dans le milieu médico-social puis comme Interne en médecine Gériatrique en milieu hospitalier (95) avant de reprendre un poste de Cadre de Santé en EHPAD (92),. Parallèlement il s’inscrit à l’université Paris-Dauphine où il sort en 2018, avec un Master II en économie et gestion des établissements de santé. La même année, il obtient le " Prix Cœlacanthe Jeunesse 2018 ", pour son premier livre, " Trois Contes des Comores ".
Son roman , " La rédemption des iguanes " paru  en 2018  aux Editions Cœlacanthe est le premier thriller de la littérature comorienne. Il est suivi du  " Kamar Al Koweït : Les dessous du naufrage en 2022.
Ces deux romans alliant histoire, médecine et fiction, le placent au rang du premier écrivain comorien à explorer le genre Thriller.
En avril 2024, représentant les Comores, il est invité au Colloque international sur " l'histoire des systèmes carcéraux : Le temps :  Nouveaux chantiers à l'époque coloniale entre le XVIe et le XXe siècles. Toussaint Louverture Day" qui a lieu sur l'île de Réunion où il présenta ses travaux sur " Les épidémies et la question carcérale dans l’archipel des Comores durant les périodes coloniales entre le XVIe et le XXe siècles",
Juillet 2025, il initie une nouvelle et audacieuse réflexion sur le mythe des Djinns aux Comores et pose les bases d'une réinterprétation anthropologique des ancêtres des comoriens à travers le prisme de l’histoire et de la santé publique, dans un article qu'il publie dans le journal Masiwa Komori intitulé " Mythes et Réalités aux Comores: Et si nos ancêtres les djinns étaient des lépreux? ". Il suggère une relecture des mythes comoriens, non plus seulement comme des contes fantastiques, mais également comme des témoignages codés d’un passé où la maladie, le mystère et la survie étaient inextricablement liés.
Il vit en région parisienne où il continue à publier régulièrement des articles de presse dans les médias comoriens.

## Publications
- Trois Contes des Comores,  (ISBN 979-10-91275-44-6),contes, Editions Cœlacanthe, 2017[11].
- La rédemption des iguanes, (ISBN 979-10-91275-62-0), roman, Editions Cœlacanthe, 2018[12],[13].
- Kamar Al Koweït : Les dessous du naufrage,  (ISBN 978-2-9577112-5-3), roman, 4Etoiles Editions, 2022[6],[14]

## Articles de presse et œuvres collectives
- Comores, une littérature en colère, article de Presse, Masiwa Komori, Edition 544, 11/08/2025[15]
- La longue agonie du système de Santé comorien: le divorce entre médecins et patients, article de Presse, Masiwa komori, Edition 545, 18/08/2025[16]

- Mythes et réalités aux Comores: Et si nos ancêtres les djinns étaient des lépreux?, article de Presse, Masiwa Komori, Édition 541, 21/07/2025[17]